# Sikorsky S-333
Les Schweizer S-330 et S-333, puis Sikorsky S-333, sont les versions d’un hélicoptère léger de servitude et d’entraînement américain produit par Schweizer Aircraft puis Sikorsky Aircraft Corporation. Il s’agit d’un développement du Schweizer 300 (en) (lui-même une évolution du Hughes 269), doté d’un nouveau fuselage et d’une motorisation par turbine à gaz.

## Historique
Le développement du Schweizer 330 est lancé en 1987, en reprenant les composants du Schweizer 300C —rotors, systèmes et commandes— mais en le munissant d’un fuselage redessiné. Le premier vol de l’appareil, muni d’une turbine à gaz Allison Model 250 au lieu du moteur à pistons du 300, a lieu le 14 juin 1988. La certification par la Federal Aviation Administration est obtenue en septembre 1992.
Deux ans après la mise en service du Schweizer 330, le fabricant en présente une nouvelle version disposant d’un nouveau rotor et de performances accrues de 30%, le Schweizer 333. Le fabricant fournit un kit permettant de transformer les modèles 330 en 333.
Le 26 août 2004, Schweizer est racheté par Sikorsky. La production du Schweizer 330 cesse en 2007, et, en février 2009, le Schweizer 333 est renommé Sikorsky S-333.
En janvier 2018, Sikorsky annonce avoir vendu les droits de production de tous les appareils de la série S-300, y compris le S-333, à une nouvelle entreprise nommée Schweizer RSG.

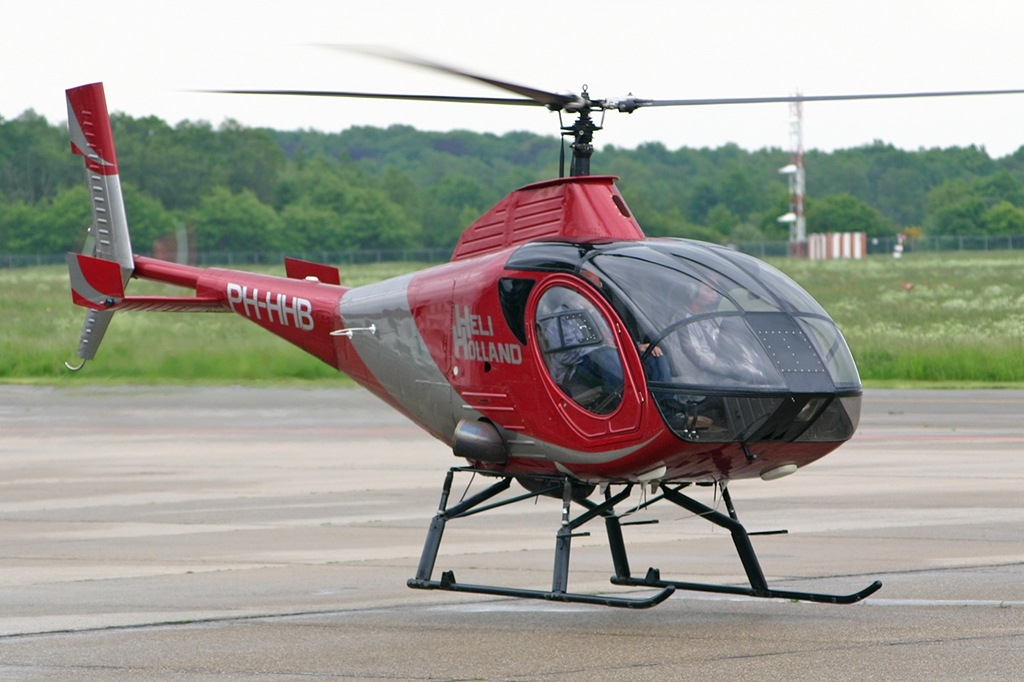
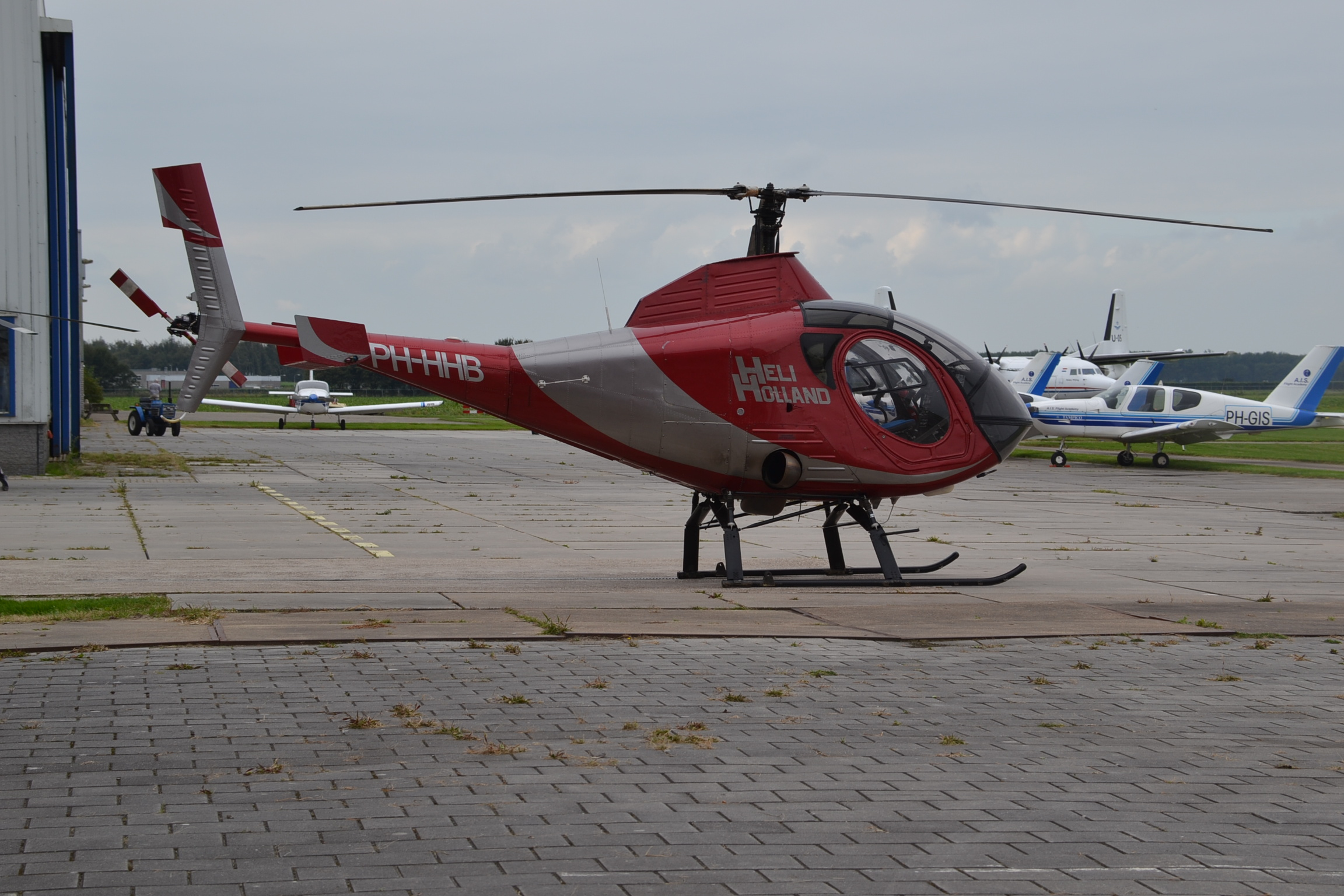
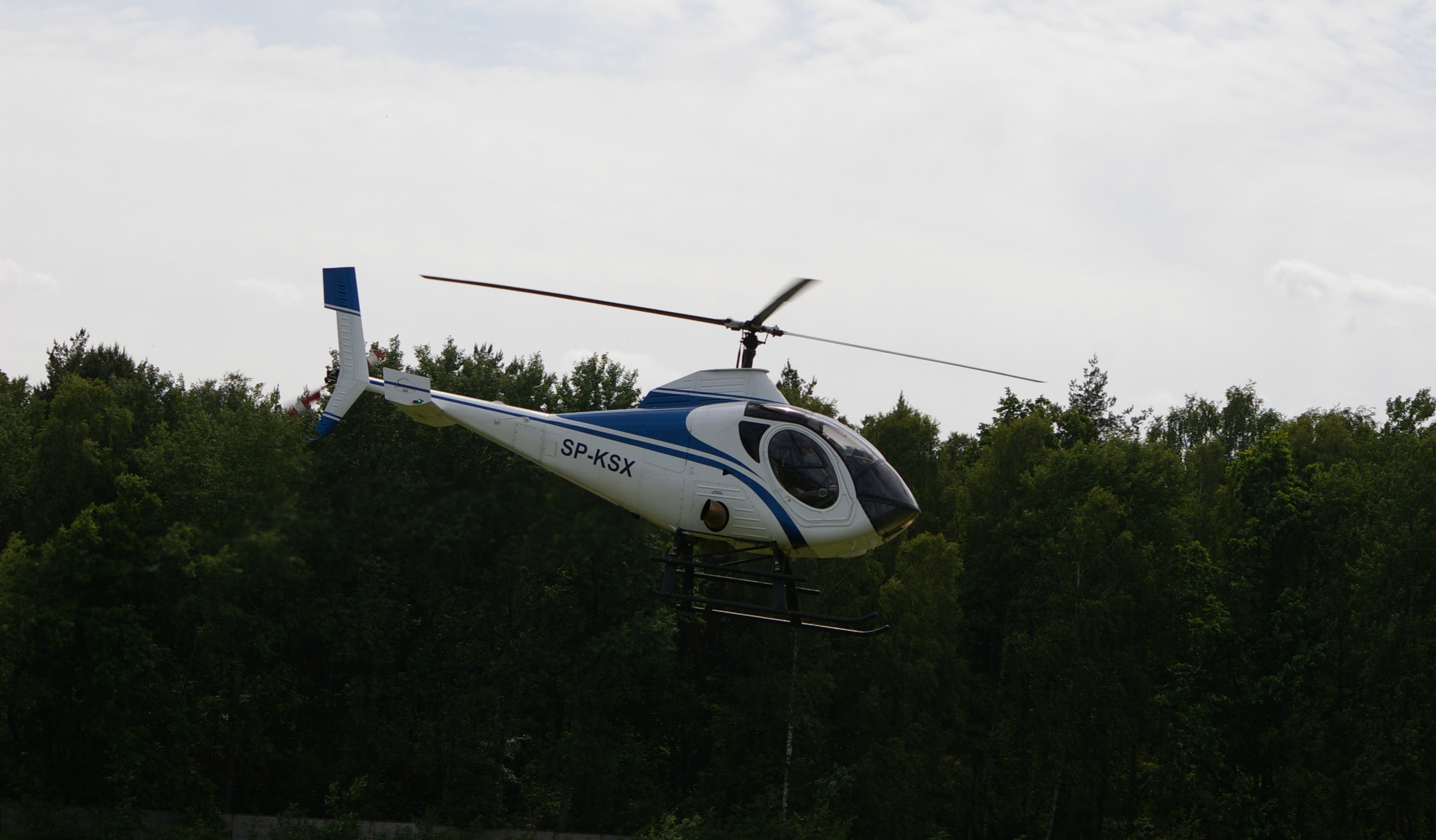
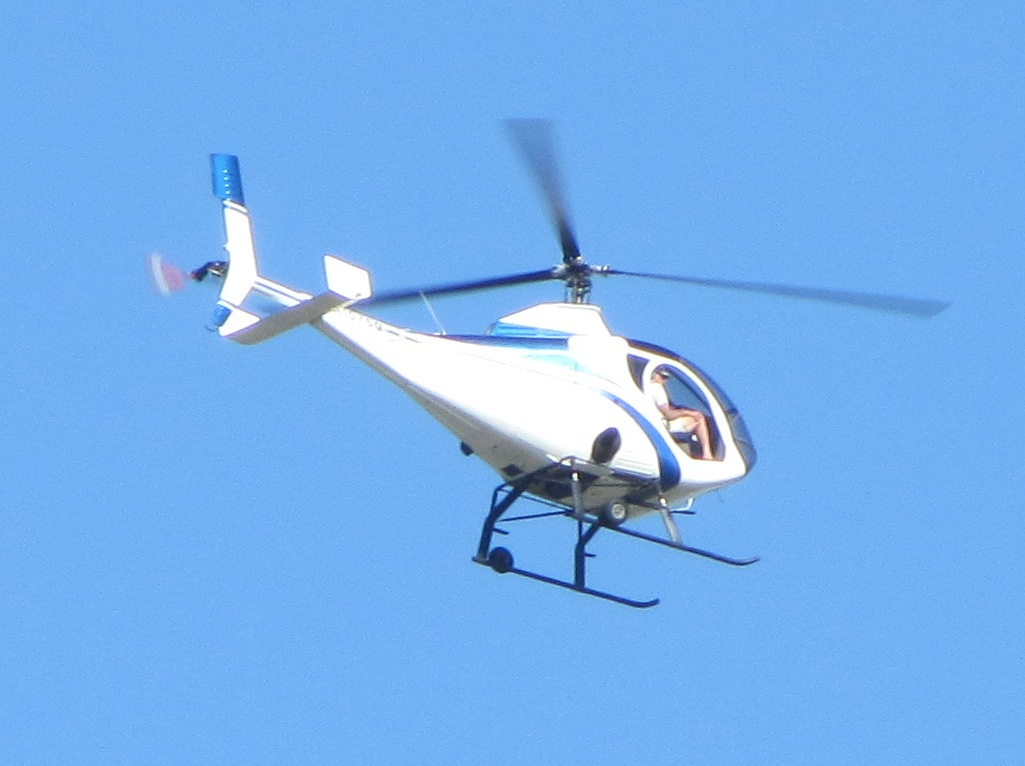
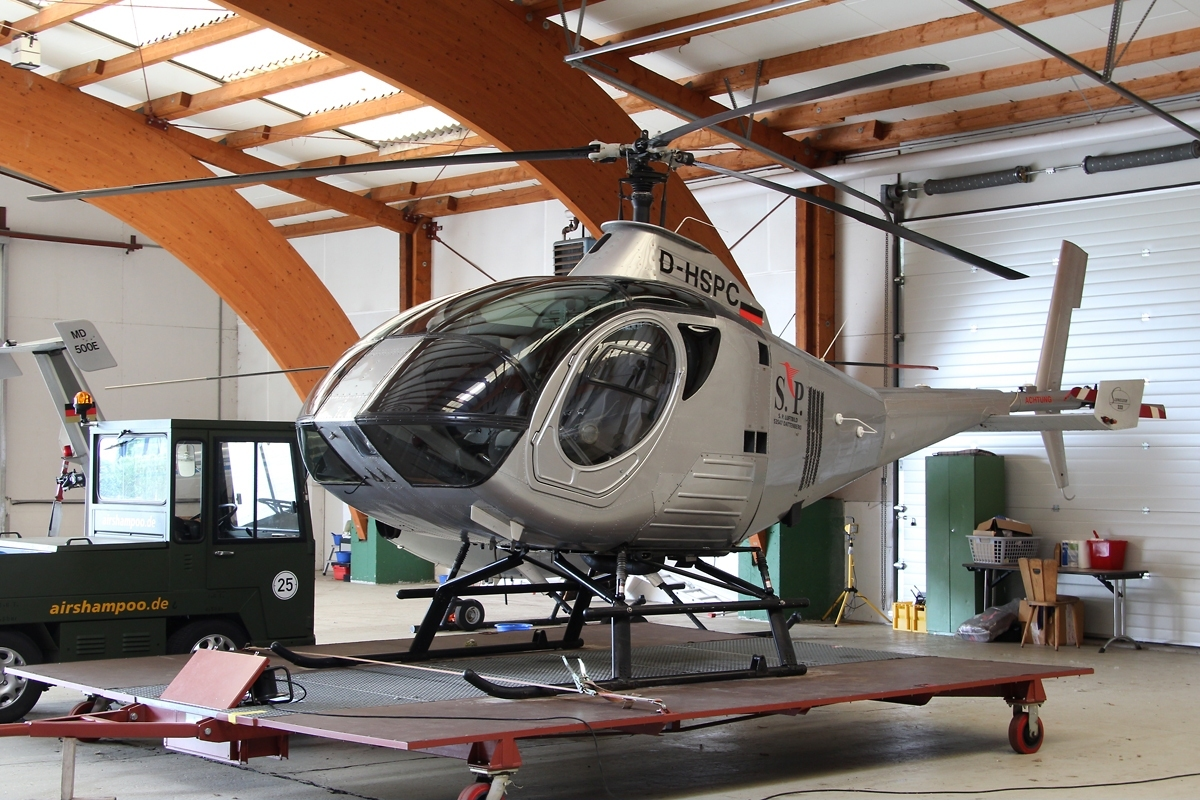

### Développement lié
- Hughes TH-55 Osage
- Schweizer 300 (en)
- Sikorsky S-434 (en)
- MQ-8 Fire Scout

### Aéronefs comparables
- Robinson R22
- Guimbal Cabri G2